# СОИП — Арапски извиђачки регион
Арапски извиђачки регион је један од шест региона Светске организације извиђачког покрета (СОИП). Чини га 17 националних извиђачких организација. По подацима СОИП-а из 2005. године у Арапском извиђачком региону има око 240.000 извиђача.
У Арапски извиђачки регион улазе државе чије је већинско становништво арапског порекла. Обухвата територију северне Африке и Арабијског полуострва.

## Државе чланице
У табели испод налази се списак држава које улазе у састав Арапског извиђачког региона. У табели се налазе подаци о броју чланова националних организација, години оснивања извиђачких покрета у датим земљама, као и година њиховог учлањења у Светску организацију извиђачког покрета
| Р. Б. | Земља                     | Број чланова | Година оснивања извиђачког покрета | Година учлањења у СОИП |
| 1     | Алжир                     | 11,120       | 1939                               | 1963                   |
| 2     | Бахреин                   | 1,867        | 1953                               | 1970                   |
| 3     | Египат                    | 74,598       | 1918                               | 1922                   |
| 4     | Јордан                    | 15,538       | 1954                               | 1955                   |
| 5     | Јемен                     | 6,481        | 1954                               | 1980                   |
| 6     | Кувајт                    | 6,061        | 1952                               | 1955                   |
| 7     | Катар                     | 3,518        | 1956                               | 1965                   |
| 8     | Либан                     | 14,334       | 1912                               | 1948                   |
| 9     | Либија                    | 13,698       | 1954                               | 1958                   |
| 10    | Мауританија               | 3,790        | 1946                               | 1983                   |
| 11    | Мароко                    | 12,304       | 1933                               | 1961                   |
| 12    | Оман                      | 9,078        | 1948                               | 1977                   |
| 13    | Палестина                 | 20,017       | 1912                               | 1996                   |
| 14    | Саудијска Арабија         | 19,269       | 1961                               | 1963                   |
| 15    | Судан                     | 13,550       | 1935                               | 1956                   |
| 16    | Тунис                     | 19,236       | 1934                               | 1957                   |
| 17    | Уједињени Арапски Емирати | 5,824        | 1972                               | 1977                   |